# Santa Eufémia (Pinhel)
Santa Eufémia ist eine Ortschaft und ehemalige Gemeinde im Norden Portugals.

## Verwaltung
Santa Eufêmia war Sitz einer eigenständigen Gemeinde (Freguesia) im portugiesischen Kreis Pinhel. Im ehemaligen Gemeindegebiet leben 195 Einwohner (Stand 30. Juni 2011).
Im Zuge der administrativen Neuordnung in Portugal 2013 wurde die Gemeinde Santa Eufêmia am 29. September 2013 aufgelöst und mit den Gemeinden Sorval und Póvoa d’El-Rei zur neuen Gemeinde Vale do Massueime zusammengeschlossen. Sitz der neuen Gemeinde wurde Santa Eufêmia.